# Pontevico
Pontevico é uma comuna italiana da região da Lombardia, província de Bréscia, com cerca de 6.478 habitantes. Estende-se por uma área de 29 km², tendo uma densidade populacional de 223 hab/km². Faz fronteira com Alfianello, Bassano Bresciano, Corte de' Frati (CR), Robecco d'Oglio (CR), San Gervasio Bresciano, Verolanuova, Verolavecchia.

## Demografia
| Variação demográfica do município entre 1861 e 2011                               |
|                                                                                   |
| Fonte: Istituto Nazionale di Statistica (ISTAT) - Elaboração gráfica da Wikipedia |